# Sexy Zone Japan Tour 2013
『Sexy Zone Japan Tour 2013』（セクシーゾーンジャパンツアー2013）は、Sexy Zoneの3枚目のライブビデオ。2013年8月28日にポニーキャニオンから発売。
初の全国ツアー『Sexy Zone Japan Tour 2013』（2013年3月26日 - 2013年5月6日、5都市16公演）の5月横浜アリーナ公演の模様を収録。初回限定盤は「Sexy Zone 新春アリーナコンサート2013」の横浜アリーナ公演映像模様約56分収録した。
初回限定盤(Blu-ray Disc 2枚組)、初回限定盤(DVD 2枚組)と通常盤(Blu-ray Disc)、通常盤(DVD)の4形態リリース。

## 収録内容

### 初回限定盤・通常盤
2013年5月横浜アリーナにて収録
1. Overture
2. Sexy Zone
3. Sexy Summerに雪が降る
4. Lady ダイヤモンド
5. スキすぎて
6. With you
7. I see the light 〜僕たちのステージ〜
8. BAD BOYS - 中島健人・菊池風磨・佐藤勝利
9. IF YOU WANNA DANCE
10. ツキノミチ - 菊池風磨・佐藤勝利 (KAT-TUNの曲)
11. CANDY 〜Can U be my BABY〜 - 中島健人
12. おなじ空の下 - 佐藤勝利
13. Don’t Stop Sexy Boyz - 松島聡・マリウス葉
14. ベイサイドエレジー - 中島健人・菊池風磨・佐藤勝利
15. キミのため ボクがいる
16. 勇気100%
17. (MC)
18. 名前のない想い - 中島健人・菊池風磨
19. 君と…Milky way
20. (Jr.コーナー)
21. Real Sexy!
22. We can be one
23. Knock! Knock!! Knock!!!
24. FaKe - 菊池風磨
25. Silver Moon
26. Justいましかない
27. 完全マイウェイ
28. 今日はありがとう
29. 風をきって
30. High!! High!! People
31. Real Sexy!
32. Sexy Zone

### Sexy Zone新春アリーナコンサート2013

#### Disc 2
※初回限定盤のみ収録
- 2013年1月6日横浜アリーナにて収録

1. Sexy Summerに雪が降る
2. Lady ダイヤモンド
3. スキすぎて
4. With you
5. I see the light ～僕たちのステージ～
6. Silver Moon
7. IF YOU WANNA DANCE
8. Za ABC〜5stars〜 - 佐藤勝利
9. きみを離さない きみを離れない
10. Teleportation - 中島健人
11. (MC)
12. rouge - 菊池風磨
13. 今日はありがとう
14. Knock! Knock!! Knock!!!
15. High!! High!! People

## 初回限定盤特典
- 特典DISC
  - Sexy Zone新春アリーナコンサート2013(@横浜アリーナ)の模様
  - ツアードキュメント映像
- スペシャルフォトブック(32P予定)
- 初回限定盤特製ジャケットケース
- トレーディングカード5枚セット